# Hoằng Lưu
Hoằng Lưu là một xã thuộc huyện Hoằng Hóa, tỉnh Thanh Hóa, Việt Nam.
Xã Hoằng Lưu có diện tích 6,34 km², dân số năm 1999 là 6173 người, mật độ dân số đạt 974 người/km².